# 斯普林希尔 (艾奥瓦州)
斯普林希爾（英語：Spring Hill）是一個位於美國愛荷華州沃倫縣的城市。

## 地理
斯普林希爾的座標為41°24′43″N 93°38′57″W / 41.41194°N 93.64917°W，而該地的平均海拔高度為249米（即817英尺）。

## 人口
根據2010年美國人口普查的數據，斯普林希爾的面積為0.31平方千米，當中陸地面積為0.31平方千米，而水域面積為0.00平方千米。當地共有人口63人，而人口密度為每平方千米203人。